# Shackelford County
Das Shackelford County ist ein County im Bundesstaat Texas der Vereinigten Staaten. Das U.S. Census Bureau hat bei der Volkszählung 2020 eine Einwohnerzahl von 3.105 ermittelt. Der Verwaltungssitz (County Seat) ist Albany.

## Geographie
Das County liegt etwa 90 km nördlich des geographischen Zentrums von Texas und hat eine Fläche von 2371 Quadratkilometern, wovon 4 Quadratkilometer Wasserfläche sind. Es grenzt im Uhrzeigersinn an folgende Countys: Throckmorton County, Stephens County, Callahan County, Jones County und Haskell County.

## Geschichte
Die Gegend wurde erst von den Apachen als Jagdrevier genutzt, bis diese von den Comanchen verdrängt wurden. Europäische Siedler kamen Mitte des 19. Jahrhunderts in das heutige County. Der erste Pionier war wahrscheinlich Jesse Stem, der 1852 eine Farm gründete und ein Mitarbeiter des Bureau of Indian Affairs („Amt für indianische Angelegenheiten“) war.
Shackelford County wurde 1874 auf Petition seiner Einwohner hin aus Teilen des Jack County gebildet. Im Oktober 1874 wurde Fort Griffin zum vorübergehenden Verwaltungssitz bestimmt, das nach einer Wahl im folgenden Monat von Albany abgelöst wurde. Benannt wurde das County nach Jack Shackelford (1790–1857), einem Soldaten der texanischen Revolution und Überlebenden des Massakers von Goliad.

## Demografische Daten

Alterspyramide des Shackelford County

Nach der Volkszählung im Jahr 2000 lebten im Shackelford County 3.302 Menschen in 1.300 Haushalten und 941 Familien. Die Bevölkerungsdichte betrug 1 Einwohner pro Quadratkilometer. Ethnisch betrachtet setzte sich die Bevölkerung zusammen aus 94,22 Prozent Weißen, 0,48 Prozent Afroamerikanern, 0,42 Prozent amerikanischen Ureinwohnern und 4,24 Prozent aus anderen ethnischen Gruppen; 0,64 Prozent stammten von zwei oder mehr Ethnien ab. 7,60 Prozent der Einwohner waren spanischer oder lateinamerikanischer Abstammung.
Von den 1.300 Haushalten hatten 32,8 Prozent Kinder oder Jugendliche, die mit ihnen zusammen lebten. 60,9 Prozent waren verheiratete, zusammenlebende Paare 8,7 Prozent waren allein erziehende Mütter und 27,6 Prozent waren keine Familien. 26,2 Prozent waren Singlehaushalte und in 14,6 Prozent lebten Menschen im Alter von 65 Jahren oder darüber. Die durchschnittliche Haushaltsgröße betrug 2,49 und die durchschnittliche Familiengröße betrug 3,02 Personen.
26,7 Prozent der Bevölkerung war unter 18 Jahre alt, 6,0 Prozent zwischen 18 und 24, 24,8 Prozent zwischen 25 und 44, 24,3 Prozent zwischen 45 und 64 und 18,2 Prozent waren 65 Jahre alt oder älter. Das Durchschnittsalter betrug 40 Jahre. Auf 100 weibliche Personen kamen 90,1 männliche Personen und auf 100 Frauen im Alter von 18 Jahren oder darüber kamen 85,5 Männer.
Das jährliche Durchschnittseinkommen eines Haushalts betrug 30.479 USD, das Durchschnittseinkommen einer Familie betrug 38.447 USD. Männer hatten ein Durchschnittseinkommen von 26.953 USD, Frauen 19.766 USD. Das Prokopfeinkommen betrug 16.341 USD. 10,9 Prozent der Familien und 13,6 Prozent der Einwohner lebten unterhalb der Armutsgrenze.

## Kultur und Sehenswürdigkeiten

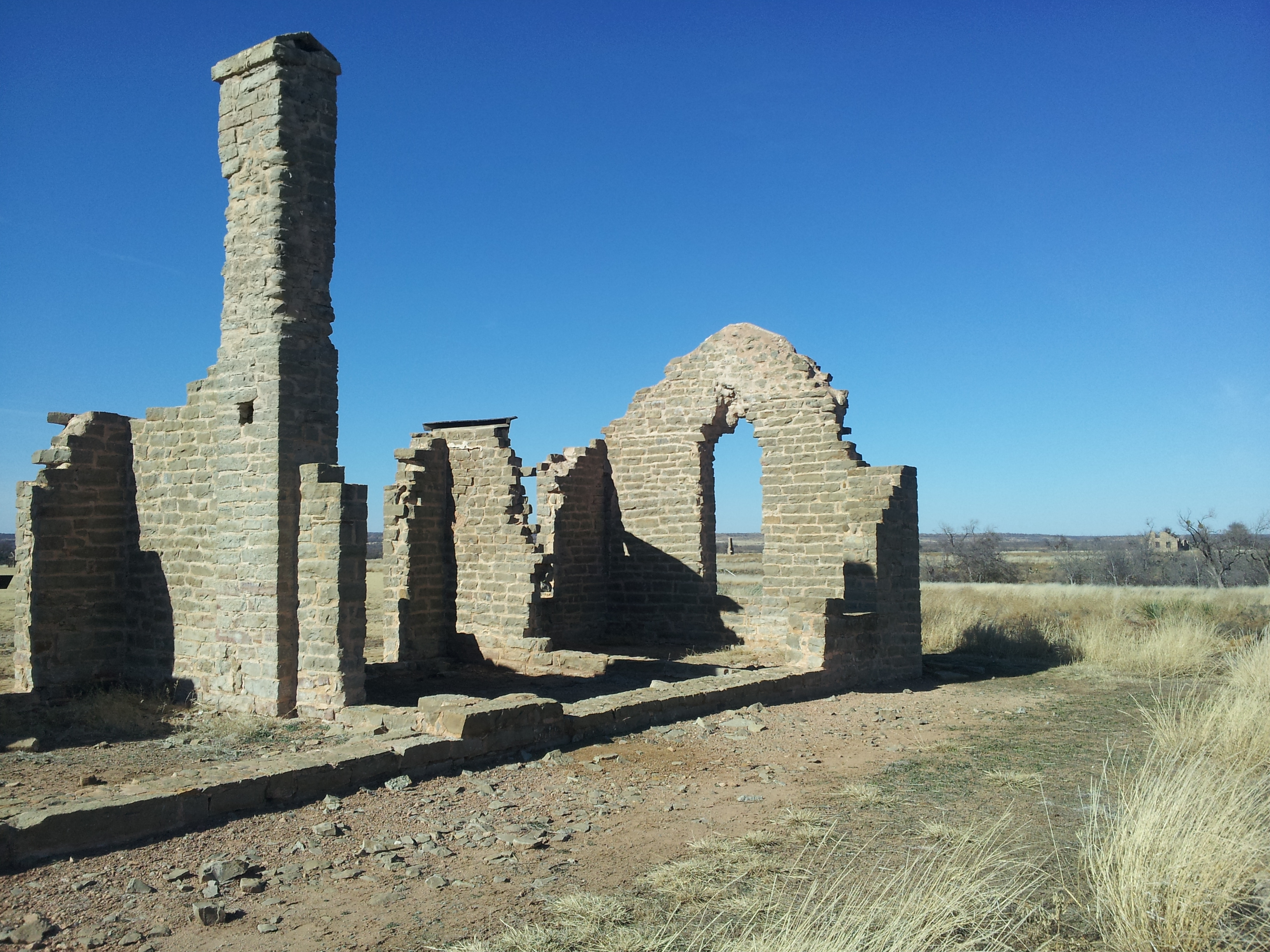
Ruine des Lazaretts von Fort Griffin (2014). Das Fort wird seit März 1971 im NRHP geführt.

Drei Brücken, ein historischer Bezirk (Historic District) und Fort Griffin sind im National Register of Historic Places („Nationales Verzeichnis historischer Orte“; NRHP) eingetragen (Stand 11. Dezember 2021).

## Städte und Gemeinden
- Albany
- Moran